# Municipalità di Kimba
La municipalità di Kimba è una Local Government Area che si trova in Australia Meridionale. Essa si estende su una superficie di 3.986,2 chilometri quadrati e ha una popolazione di 1.125 abitanti. La sede del consiglio si trova a Kimba.